# Noordelijke hoornraaf
De noordelijke hoornraaf (Bucorvus abyssinicus) of Abessijnse hoornraaf is een vogel die behoort tot het geslacht van de hoornraven (Bucorvus) en de familie van de Bucorvidae. Het zijn grote zwarte vogels die voornamelijk op de grond leven in verschillende landen in Afrika onder de Sahara en noordelijk van de evenaar.

## Beschrijving
De noordelijke hoornraaf heeft een lichaamslengte van 100 cm en in vlucht een spanwijdte van 185 cm. De vogel heeft een zware, lichtgebogen zwarte snavel met een scherpe punt en een hoornachtige kam op de bovensnavel. De vogel is diepzwart van kleur. De handpennen van de vleugels zijn echter wit. Als de vogel niet vliegt is dit nauwelijks te zien omdat de vleugeldekveren zwart zijn. Alleen in vlucht worden de witte slagpennen plotseling zichtbaar. Er is weinig verschil tussen de seksen. Net als bij neushoornvogels hebben de vogels een naakte huid rond het oog en een onbevederde keelzak. Bij mannetjes is deze keelzak overwegend rood, bij vrouwtjes is die blauw en zwartblauw.

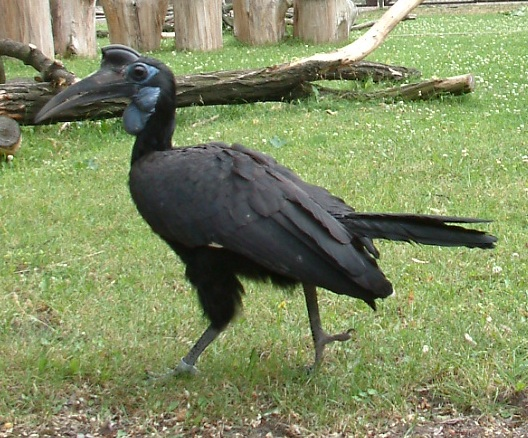
Vrouwtje
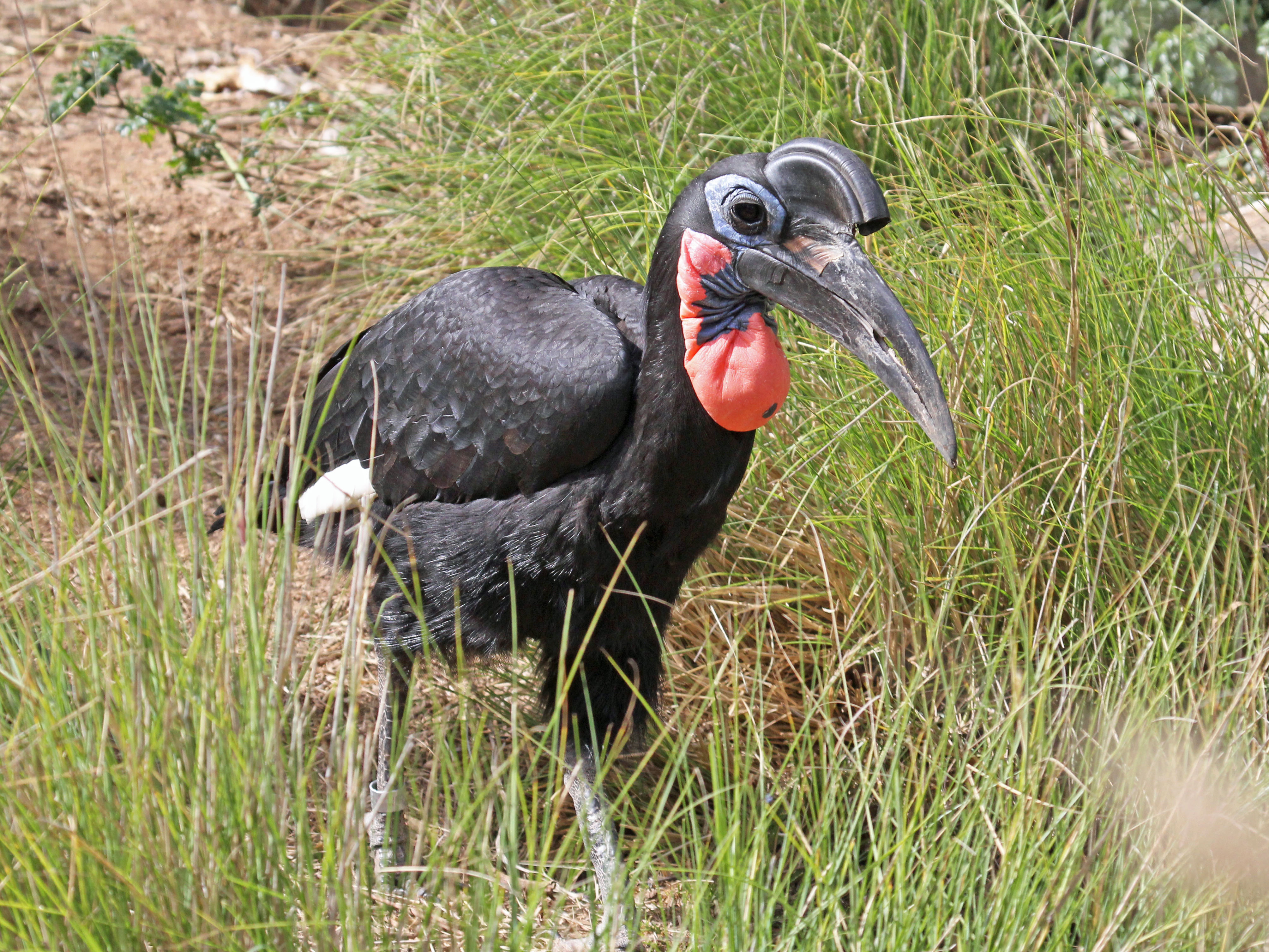
Mannetje
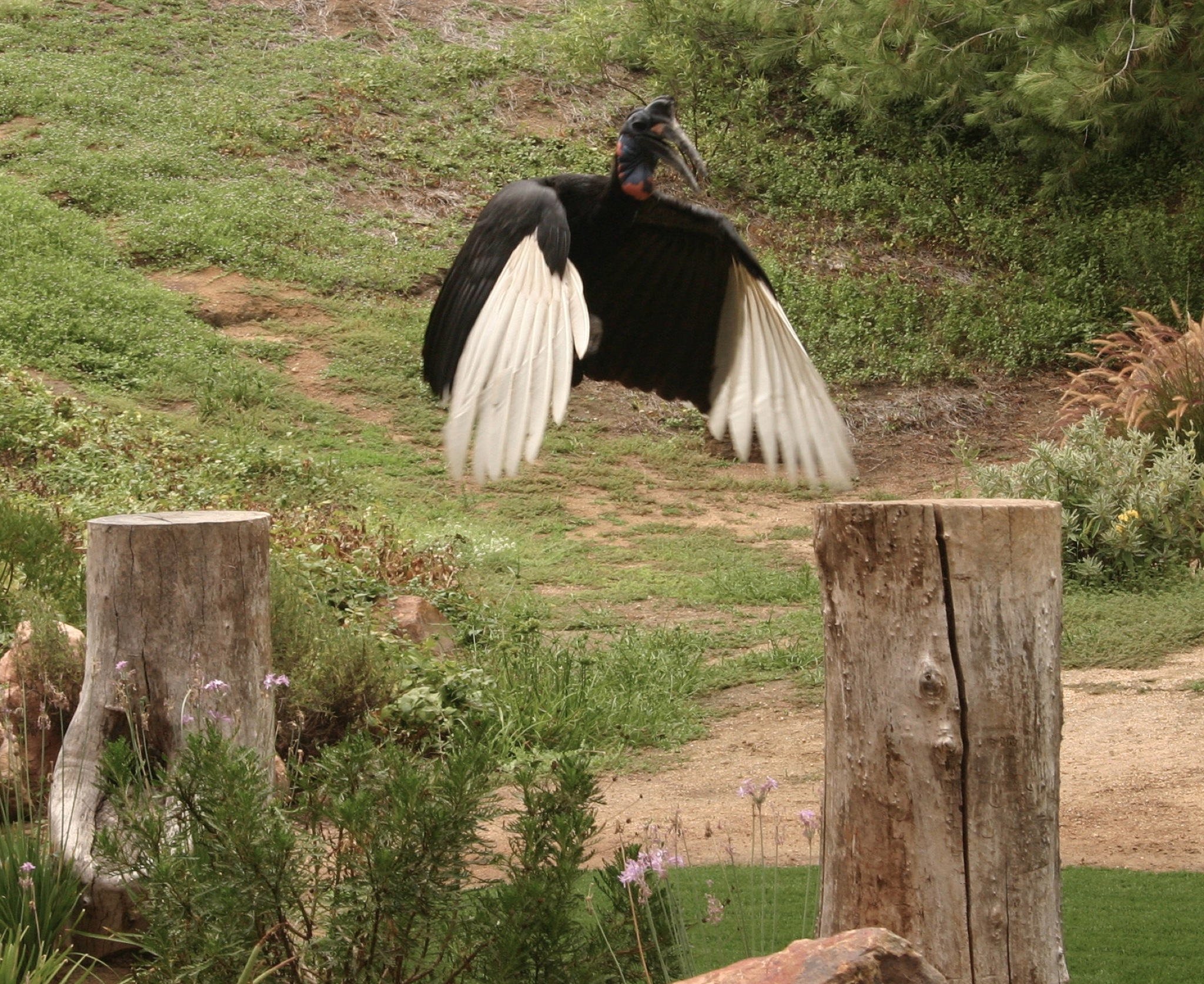
Witte handpennen worden zichtbaar in vlucht
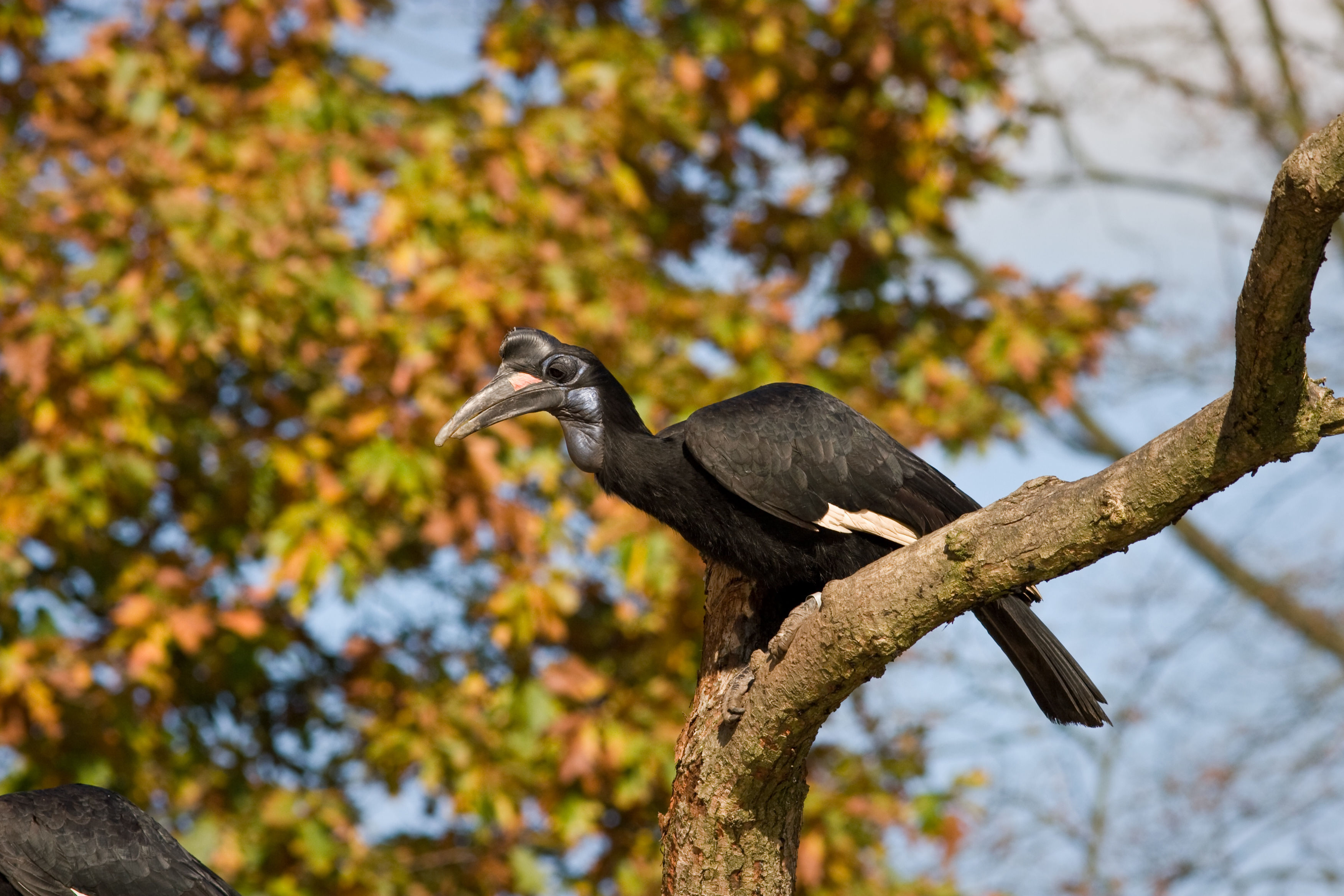
In een boom (Apenheul, Apeldoorn)

### Gedrag
Hij voedt zich met allerlei soorten kleine en grotere dieren, zoals grote sprinkhanen, slangen en kleine knaagdieren. Het nest is een holte in een grote boom. Het vrouwtje legt meestal 2 eieren, die ze in 38-40 dagen uitbroedt terwijl ze door het mannetje wordt gevoerd. Het jong (vaak blijft er maar één jong in leven) blijft doorgaans nog 3 maanden in het nest en wordt dan door beide ouders gevoerd. Dan verlaat het jong het nest en wordt nog eens negen maanden door de ouders bewaakt en gevoederd. Het jong is pas na drie tot vier jaar geslachtsrijp en voor die tijd verblijft het vaak nog in familiegroepen.

## Verspreiding en leefgebied
De noordelijke hoornraaf leeft in Afrika onder de Sahara. Het verspreidingsgebied strekt zich uit van Senegal tot Nigeria en Kameroen in het westen tot de Soedan in het oosten. De zuidgrens ligt in het zuidoosten van Oeganda en het noordwesten van Kenia. Zijn leefgebied is droge savanne, droge, open bosgebieden en droge graslanden tot een hoogte van 2.500 m boven de zeespiegel in bijvoorbeeld de hooglanden van Ethiopië.

## Status
Er wordt nauwelijks op de vogel gejaagd, in veel Afrikaanse culturen geldt de vogel als heilig of op zijn minst als nuttig als verdelger van slangen, muizen en sprinkhanen. Doch staat de soort sinds 2018 als kwetsbaar op de Rode Lijst van de IUCN.